# Telemundo
Telemundo és un grup televisiu estatunidenc dirigit a un públic hispànic. La xarxa de Telemundo és la segona productora mundial de programes en llengua espanyola i el segon grup televisiu en castellà als Estats Units, després d'Univision.

## Abast
Telemundo arriba al 93% de les llars llatinoamericanes per via analògica o digital, pel cable, i la televisió per satèl·lit. Telemundo és l'únic grup televisiu de llengua espanyola que produeix la majoria de les seves telenovel·les. A diferència d'Univision, que només té subtítols en espanyol, molts programes de Telemundo s'emeten amb subtítols alhora en aquesta llengua i en anglès.

## Història
Telemundo fou fundat per Ángel Ramos a partir d'una estació de televisió a San Juan (Puerto Rico) el 1954. Telemundo Communications Group, la companyia mare del grup, és una part de la divisió NBC Universal del grup General Electric, que va comprar Telemundo amb 2,7 bilions de dòlars el 2002. Don Browne és el president actual de Telemundo mentre que Jeff Gaspin, el president d'Universal Television Group, supervisa el grup que compta 1.800 empleats. Té la seu a Hialeah, un suburbi de Miami, Florida.